# Aleksandr Martysjkin
Aleksandr Georgjevitj Martysjkin (på russisk: Александр Георгиевич Мартышкин) (født 26. august 1943 i Moskva, død 29. oktober 2021) var en russisk roer.

## Rokarriere
Martysjkin kom med i Sovjetunionens otter, der i 1965 vandt EM-sølv i 1966 vandt VM-sølv og i 1967 EM-bronze Ved OL 1968 i Mexico City var han stadig med i otteren, hvis besætning derudover bestod af Volodymyr Sterlyk, Antanas Bagdonavičius, Vytautas Briedis, Zigmas Jukna, Valentyn Kravtjuk, Juozas Jagelavičius, Viktor Suslin og styrmand Jurij Lorentsson. Båden blev nummer tre i indledende heat og derpå nummer to i opsamlingsheatet, hvilket sikrede plads i A-finalen. Her var Vesttyskland hurtigst og fik guld foran Australien, men den sovjetiske båd sikrede sig bronze.
Martysjkin var derpå med til at vinde VM-sølv i 1970 og EM-bronze i 1971, mens han ved OL 1972 i  München var med til at blive nummer fire, hvorpå han vandt sin sidste internationale mesterskabsmedalje ved det sidste EM i 1973, hvor det blev til sovjetisk bronze.

## Videre karriere
Efter afslutningen af den aktive karriere var Martysjkin i en periode rotræner. Senere var han rådgiver til den russiske føderations præsidents befuldmægtigede i Sibirien. Han fik også flere lederstillinger i private virksomheder.

## OL-medaljer
- 1968:  Bronze i otter